# Liste der Biografien/Fers
Liste der Biografien |
Portal Biografien |
Personensuche
# |
A |
B |
C |
D |
E |
F |
G |
H |
I |
J |
K |
L |
M |
N |
O |
P |
Q |
R |
S |
T |
U |
V |
W |
X |
Y |
Z |
?
 
Fa |
Fe |
Ff |
Fh |
Fi |
Fj |
Fk |
Fl |
Fm |
Fn |
Fo |
Fr |
Ft |
Fu |
Fy
 
Fea |
Feb |
Fec |
Fed |
Fee |
Fef |
Feg |
Feh |
Fei |
Fej |
Fek |
Fel |
Fem |
Fen |
Feo |
Fer |
Fes |
Fet |
Feu |
Fev |
Few |
Fey |
Fez
 
Fera |
Ferb |
Ferc |
Ferd |
Fere |
Ferf |
Ferg |
Ferh |
Feri |
Ferj |
Ferk |
Ferl |
Ferm |
Fern |
Fero |
Ferr |
Fers |
Fert |
Feru |
Ferv |
Ferw |
Fery |
Ferz
Die Liste der Biografien führt alle Personen auf, die in der deutschsprachigen Wikipedia einen Artikel haben. Dieses ist eine Teilliste mit 50 Einträgen von Personen, deren Namen mit den Buchstaben „Fers“ beginnt.

## Fers

### Fersc
- Fersch, Dieter (* 1946), deutscher Skirennläufer
- Fersch, Günther (* 1932), deutscher Schauspieler
- Fersching, Gisela, deutsche Tischtennisspielerin
- Ferschinger, Dieter (* 1972), österreichischer Friseur und Styling-Coach
- Ferschl, Franz (1929–2006), österreichischer Statistiker und Hochschullehrer
- Ferschl, Karl-Heinz (1944–2023), deutscher Fußballspieler
- Ferschl, Maria (1895–1982), österreichische Lehrerin, Schriftstellerin und Kirchenlieddichterin
- Ferschl, Susanne (* 1973), deutsche Politikerin (Die Linke), MdB
- Ferschner, Josef (1892–1968), österreichischer Politiker (ÖVP), Mitglied des Bundesrates
- Ferschtman, Liza (* 1979), niederländische Violinistin

### Ferse
- Fersen, Fabian von (1626–1677), schwedischer Feldmarschall und Generalgouverneur
- Fersen, Fredrik Axel von (1719–1794), schwedischer Landmarschall
- Fersen, Hans Axel von (1755–1810), schwedischer StaatsmannHans Axel von Fersen (1755–1810)

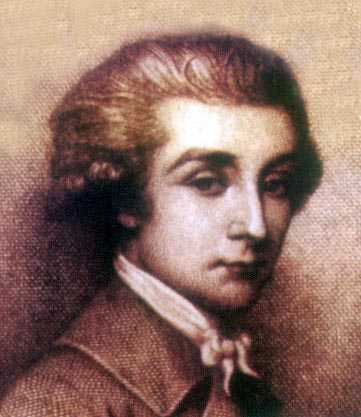
Hans Axel von Fersen (1755–1810)

- Fersen, Hans Heinrich von († 1724), estländischer Ritterschaftshauptmann und Landrat
- Fersen, Hans Heinrich von († 1800), russischer General der Infanterie
- Fersen, Hans Reinhold von (1683–1736), schwedischer Generalleutnant und Politiker
- Fersen, Hans-Heinrich von (1909–1996), deutscher Sachbuchautor
- Fersen, Klaus von (* 1931), deutscher Ruderer
- Fersen, Manuela (* 1969), deutsche Malerin und Grafikerin
- Fersen, Olaf von (1912–2000), deutscher Journalist zur Automobilgeschichte und -technik
- Fersen, Otto Wilhelm von (1623–1703), schwedischer Feldmarschall
- Fersen, Reinhold Johan von (1646–1716), schwedischer Graf, General und Politiker
- Fersen, Thomas (* 1963), französischer Musiker
- Fersenfeldt, Hermann Peter (1786–1853), deutscher Architekt und Hochschullehrer

### Fersh
- Fersh, Viktoria (* 1978), russische Sängerin
- Fersht, Alan (* 1943), britischer Chemiker
- Fershtman, Haggai (* 1972), israelischer Jazz- und Improvisationsmusiker (Schlagzeug)

### Fersl
- Fersleff, Mathias Andersen († 1763), norwegisch-dänischer Kaufmann und Politiker
- Ferslew, Parmo (1883–1951), dänischer Fußballspieler

### Fersm
- Fersman, Alexander Jewgenjewitsch (1883–1945), russisch-sowjetischer Mineraloge, Geochemiker und Kristallograph

### Ferso
- Fersoy, Ceyhun (* 1982), türkischer Schauspieler

### Ferst
- Ferstel, Heinrich von (1828–1883), österreichischer ArchitektHeinrich von Ferstel (1828–1883)

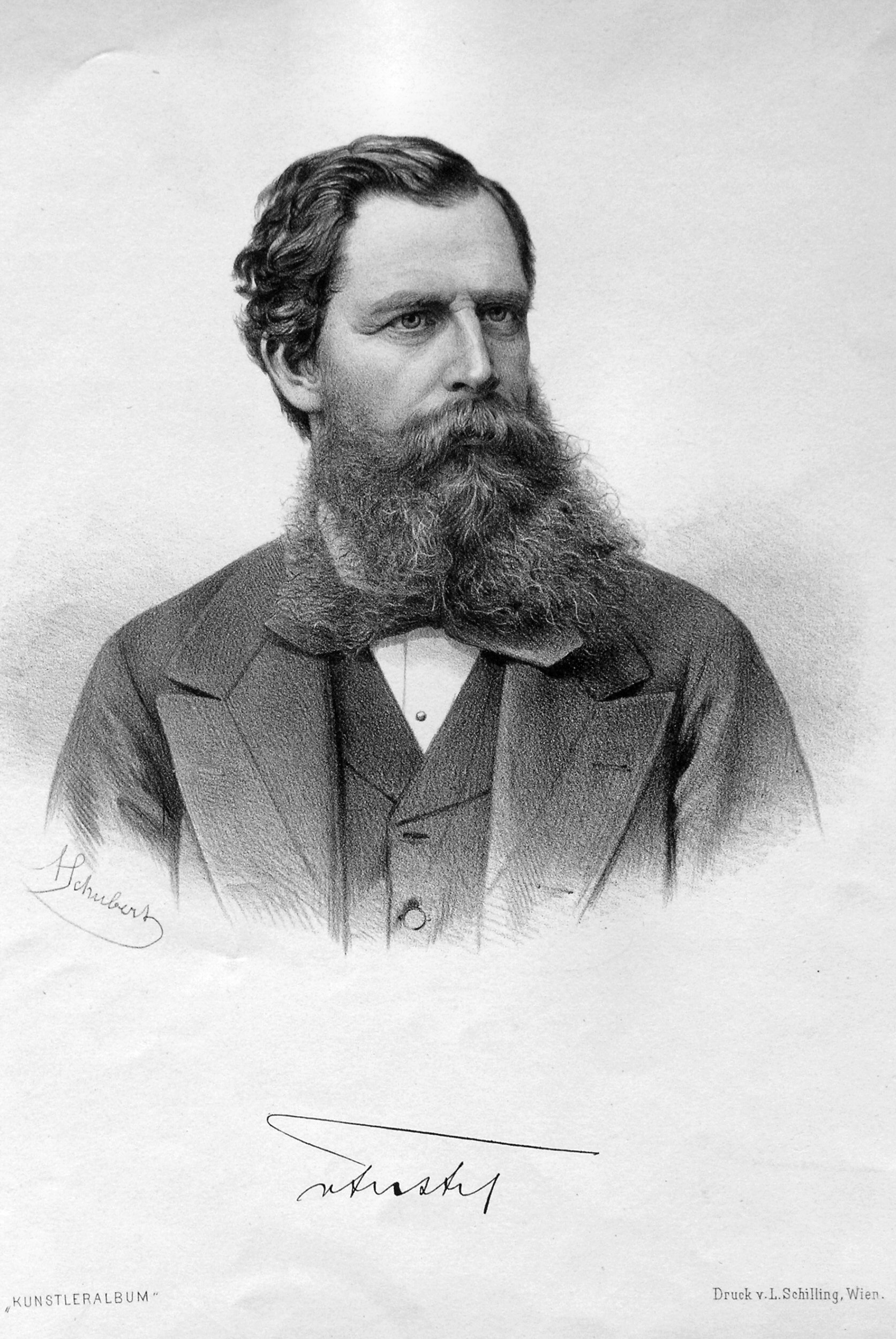
Heinrich von Ferstel (1828–1883)

- Ferstel, Max von (1859–1936), österreichischer Architekt und Hochschullehrer
- Ferster, Fabian (* 1986), liechtensteinischer Schachspieler
- Fersterer, Bartholomäus (1882–1949), österreichischer Politiker, Landtagsabgeordneter, Mitglied des Bundesrates
- Ferstl von Förstenau, Josef (1820–1883), österreichischer Mediziner und Geologe
- Ferstl, Carola (* 1968), deutsche Fernsehmoderatorin, Journalistin und SachbuchautorinCarola Ferstl (* 1968)

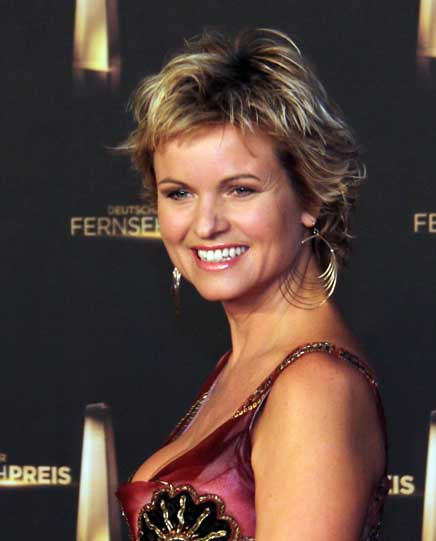
Carola Ferstl (* 1968)

- Ferstl, Eberhard (1933–2019), deutscher Hockeyspieler
- Ferstl, Emil (1904–1972), deutscher Musiker, Komponist und Filmkomponist
- Ferstl, Erich (* 1934), deutscher Filmmusik-Komponist
- Ferstl, Ernst (* 1955), österreichischer Autor und Lyriker
- Ferstl, Georg (* 1936), österreichischer Gastwirt und Politiker, Landtagsabgeordneter der Steiermark
- Ferstl, Johann Friedrich († 1785), altösterreichischer Orgelbauer
- Ferstl, Josef (* 1988), deutscher Skirennläufer
- Ferstl, Judith (* 1989), österreichische Jazzmusikerin (Kontrabass, Komposition)
- Ferstl, Karl (* 1945), österreichischer Segler
- Ferstl, Konstantin (* 1983), deutscher Regisseur, Autor und Musiker
- Ferstl, Paul (* 1981), österreichischer Schriftsteller, Wissenschafter, Hochschullehrer, Wissenschaftsverleger
- Ferstl, Sepp (* 1954), deutscher Skirennläufer
- Ferstl, Siegfried (* 1967), deutscher Triathlet